# Рондонополис (микрорегион)

Рондонополис на карте.

Рондонополис (порт. Microrregião de Rondonópolis) — микрорегион в Бразилии, входит в штат Мату-Гросу. Составная часть мезорегиона Юго-восток штата Мату-Гроссу. Население составляет 250 598 человек на 2006 год. Занимает площадь 23 854,413 км². Плотность населения — 10,5 чел./км².

## Статистика
- Валовой внутренний продукт на 2003 составляет 2 150 313 845,00 реалов (данные: Бразильский институт географии и статистики).
- Валовой внутренний продукт на душу населения на 2003 составляет 9015,93 реалов (данные: Бразильский институт географии и статистики).
- Индекс развития человеческого потенциала на 2000 составляет 0,778 (данные: Программа развития ООН).

## Состав микрорегиона
В составе микрорегиона включены следующие муниципалитеты:
1. Дон-Акину
2. Итикира
3. Жасиара
4. Жусимейра
5. Педра-Прета
6. Рондонополис
7. Сан-Жозе-ду-Пову
8. Сан-Педру-да-Сипа